# The Truman Show (bande originale)
The Truman Show : Music From the Motion Picture est la bande originale du film The Truman Show réalisé en 1998 par Peter Weir. Les musiques du film ont été composées par Burkhard Dallwitz. Dallwitz a été embauché après que Peter Weir a reçu une cassette contenant son travail enregistré en Australie. Certaines chansons de la bande originale ont été composées par Philip Glass. Certaines compositions de Glass apparaissent dans l'album. Dallwitz et Glass remportent le Golden Globe de la meilleure musique de film.

## Liste des titres
| Numéro de Piste | Titre                                           | Durée |
| --------------- | ----------------------------------------------- | ----- |
| 1               | Trutalk (par Burkhard Dallwitz)                 | 1:18  |
| 2               | It's a life (par Burkhard Dallwitz)             | 1:29  |
| 3               | Aquaphobia (par Burkhard Dallwitz)              | 0:40  |
| 4               | Dreaming of Fiji (par Philip Glass)             | 1:54  |
| 5               | Flashback (par Burkhard Dallwitz)               | 1:19  |
| 6               | Anthem - Part 2 (par Philip Glass)              | 3:50  |
| 7               | The Beginning (par Philip Glass)                | 4:06  |
| 8               | Romance-Larghetto (par Frédéric Chopin)         | 10:42 |
| 9               | Drive (par Burkhard Dallwitz)                   | 3:34  |
| 10              | Underground (par Burkhard Dallwitz)             | 0:56  |
| 11              | Do Something ! (par Burkhard Dallwitz)          | 0:44  |
| 12              | Living Waters (par Philip Glass)                | 1:51  |
| 13              | Reunion (par Burkhard Dallwitz)                 | 2:26  |
| 14              | Truman Sleeps (par Philip Glass)                | 1:51  |
| 15              | Truman Sets Sail (par Burkhard Dallwitz)        | 1:55  |
| 16              | Underground/Storm (par Burkhard Dallwitz)       | 3:37  |
| 17              | Raising the Sail (par Philip Glass)             | 2:13  |
| 18              | Father Kolbe's Preaching (par Wojciech Kilar)   | 2:26  |
| 19              | Opening (from Mishima) (par Philip Glass)       | 2:14  |
| 20              | A New Life (par Burkhard Dallwitz)              | 1:58  |
| 21              | 20th Century Boy (par Marc Bolan)               | 3:07  |
| 22              | Mozart-Piano Sonata no. 11 in A, K. 331, Mov. 3 | 3:45  |
| 23              | Piano concerto                                  | 4:07  |